# Тепломассообмен
Тепломассообме́н — дисциплина, изучающая закономерности процессов теплообмена, сопровождающихся переносом вещества, то есть массообменом:8.

## Тепломассообмен в технике
На практике тепломассообмен происходит во многих технических системах, использующих в своей работе жидкие или газообразные среды. Это котельные установки, тепловые сети, литейное производство, различное теплообменное оборудование, например, электростанций, конструкции зданий и сооружений и т. д. Сама рабочая среда при этом — чистое вещество или различные смеси и растворы — может оставаться постоянной или, меняя агрегатное состояние, осуществлять фазовые переходы, такие как испарение в паровоздушную среду, конденсация пара из смеси «пар — воздух», остывание расплавов и т. п.
К технологиям, в основе которых лежат тепломассообменные процессы, относят следующие:
- Зональная плавка
- Кристаллизация
- Сушка
- Сублимация (возгонка)
- Дистилляция
- Растворение
- Увлажнение
- Набухание
- Тепловые насосы

## Предмет изучения тепломассобмена
Процесс тепломассообмена не может быть сведён к простой сумме теплопередачи и перемещения массы. Причина в том, что, в технике, обычно, течение жидкостей или газов сопровождается неравномерным распределением температуры, а иногда, как следствие, давления. При этом механические свойства среды — плотность, вязкость, теплопроводность, могут сами зна́чимо зависеть от этих параметров. То есть, вопросы распространения тепла в среде и движение среды становятся связанными. Дополнительной сложностью может стать неустойчивость текущего состояния таких сред.
Итак, в зависимости от конкретных условий, процессы тепломассообмена протекают по-разному. Они имеют различные закономерности развития и описываются различными математическими уравнениями. Исследование подобных особенностей и является предметом изучения тепломассообмена:6.

## Методы решения задач тепломассобмена
Задачи тепломассобмена формулируются в математической форме при помощи уравнений гидродинамики. Затем они решаются точными и приближенными методами.

## Дополнительные сведения
Тепломассообмен, в отличие от термодинамики, рассматривает развитие процессов в пространстве и времени. Расчёт процессов тепломассообмена позволяет определить распределения температур, концентраций компонентов смеси, а также потоков теплоты и массы среды как функции координат и времени.
Существенный вклад в развитие теории тепломассообмена среди отечественных учёных, внесли: А. И. Вейник, М. В. Кирпичёв, С. С. Кутателадзе, А. В. Лыков, Б. С. Петухов, В. И. Субботин:3.